# 上山雅輔
上山 雅輔（かみやま がすけ、本名：上山 正祐（うえやま まさすけ）、1905年（明治38年）2月23日 - 1989年（平成元年）4月11日）は、日本の劇作家・小説家。姉は童謡詩人の金子みすゞ。

## 来歴
1905年（明治38年）2月23日、山口県大津郡仙崎村（現・長門市仙崎）にて、父・金子庄之助、母・ミチとの間に生まれる。姉のみすゞとは2歳違いである。
父・庄之助は、妻（姉弟の母）の妹の嫁ぎ先である下関の書店・上山文英堂の清国営口支店長だったが、1906年（明治39年）2月10日、雅輔が1歳のときに清国で不慮の死をとげる。家計が逼迫したため、1907年（明治40年）1月19日、母の妹（雅輔にとっては叔母である）の嫁ぎ先である上山家に養子に出される。叔母の死後、雅輔の養父・上山松蔵とみすゞの母が再婚したため、みすゞと雅輔は実の姉弟でありつつ、義理の姉弟の関係となる。家業を継ぐために下関商業学校に通ったが、内心では音楽家に憧れていた。長兄の堅助も含め、文芸好きの兄弟3人は仲が良く、サロンを形成していた。
1923年（大正12年）、下関商業学校を卒業。上京するが、半年で帰郷する。1925年（大正14年）に徴兵検査に合格。そのときに初めて松蔵が養父であったことを知った。
姉みすゞの結婚については、夫・宮本啓喜の放蕩無頼ぶりと夫婦間の不和から、終始反対していた。最終的には家出に至り、父松蔵と姉夫婦の関係悪化を招く。1928年（昭和3年）に再上京し、菊池寛が経営する文藝春秋社の「映画時代」編集部に入る。入社にあたっては、姉みすゞが古川ロッパに送った手紙が後押しとなった。1930年（昭和5年）3月、姉みすゞを亡くす。
その後、「映画時代」で得た人脈から喜劇作家に転向し、1933年（昭和8年）創立の古川ロッパ一座「笑の王国」の文芸演出部長として活躍する。また、轟夕起子が1943年（昭和18年）に歌ったヒット曲「お使ひは自轉車に乗つて」の作詞もしている。戦後は、宮田洋容・布地由起江の漫才台本も手掛けた。
1949年（昭和24年）4月、妻・深山容子（本名：上山五百子）、娘・八重垣緑（本名：上山七重）と共に劇団若草を立ち上げる。多忙な劇団経営の傍ら、姉の遺稿を世に残そうと努力した。児童文学者の矢崎節夫らの協力もあり、遂に1984年（昭和59年、遺稿集が出版され、世にみすゞの存在を知らしめる事となった。
劇団若草からは、石橋蓮司、吉岡秀隆、桃井かおり、飯塚雅弓など数多くの俳優・声優を輩出した。
1989年（平成元年）4月11日、東京の自宅にて死去。享年84。

## 関連作品
伝記小説
- みすゞと雅輔（松本侑子著、新潮社刊）、2017年

## 上山雅輔を演じた俳優
- 山本耕史 - NHKスペシャル『こころの王国・童謡詩人金子みすゞの世界』（NHK制作。1995年8月27日放送[6]）
- 三宅健 - 『明るいほうへ 明るいほうへ』（TBS制作。2001年8月27日放送）
- 加瀬亮 - 『みすゞ』（映画。紀伊國屋書店制作。2001年）[7]
- 今井翼 - 『金子みすゞ物語〜みんなちがってみんないい〜』（TBS制作。2012年7月9日放送）